# Live Free or Die Hard
Live Free or Die Hard (prt: Die Hard 4.0 — Viver ou Morrer; bra: Duro de Matar 4.0) é um filme estadunidense de 2007, dos gêneros ação, policial e suspense, dirigido por Len Wiseman, com roteiro de Mark Bomback, David Marconi e Roderick Thorp.
Neste quarto filme da série Duro de Matar, Bruce Willis reinterpreta John McClane, o protagonista dos três anteriores.
Depois que o projeto se iniciou, foi engavetado em virtude dos ataques terroristas de 11 de setembro de 2001[carece de fontes?], e quando a produção recomeçou, o título do filme foi mudado várias vezes[carece de fontes?]. Uma variedade de efeitos visuais foi usada para sequências de ação, apesar de Wiseman e Willis declararem que queriam limitar a quantidade de imagens geradas por computador[carece de fontes?]. Ao contrário dos três filmes anteriores da série, a Motion Picture Association of America classificou como PG-13, por conter linguagem obscena e violência na maior parte.[carece de fontes?] A versão original, não censurada, foi disponibilizada em DVD.[carece de fontes?]

## Sinopse
O filme começa com hackers de computador transferindo dados sensíveis a um operador de um grupo terrorista, sob o disfarce de testes do sistema de segurança. Isso leva a uma violação nas instalações do sistema de computadores do FBI, uma vez que os hackers que ajudaram no esquema são mortos a mando do líder do grupo terrorista Thomas Gabriel (Timothy Olyphant), ao invés de serem pagos por sua colaboração. O FBI ignora as mortes, e manda o detetive policial de Nova York John McClane (Bruce Willis) para trazer um conhecido hacker, Matthew Farrell (Justin Long), que também ajudou desconhecidamente o grupo de Gabriel, como parte das suas investigações relativas à violação. Os comparsas de Gabriel tentam assassinar McClane e Farrell, mas eles escapam. McClane leva Farrell à sede do FBI em Washington DC, para o diretor-adjunto Bowman (Cliff Curtis), em meio a uma parada nacional dos sistemas de transporte. O mercado de ações é manipulado pouco tempo depois, causando sua quebra.
McClane é ordenado a manter Farrell sob sua custódia e proteção e Gabriel manda mais comparsas para matar os dois. McClane e Farrell escapam novamente de seus assassinos e na cena que se segue derrubam o helicóptero do FBI com um carro da Polícia, a infra-estrutura do país está com uma grande ameaça de quebrar, e Farrell diz a McClane que os terroristas estão iniciando um ataque chamado “queima-total” e que a eletricidade seria o próximo passo. O detetive e o hacker viajam para uma grande central de distribuição elétrica em West Virginia, para deter o desligamento, mas lá encontram Mia Linh (namorada de Gabriel) (Maggie Q) já em estágio avançado de desativação da estação. McClane luta com Linh e a mata explodindo um SUV no fundo do poço de um elevador com ela dentro, enquanto Farrell desfaz os danos causados ao sistema informático. No entanto a explosão deixa sem luz quase toda a costa leste. Gabriel entra em contato com eles enquanto Farrell envia aos terroristas um “email-bomba”. McClane diz a Gabriel que matou Linh. Gabriel se enfurece e ordena que todo gás natural seja mandado para a central, destruindo-a em uma explosão. McClane e Farrell escapam mais uma vez, e aconselhado por Farrell, visitam seu amigo Warlock (Kevin Smith) para ajudar.
Na casa de Warlock, eles conhecem sobre Gabriel e tentam cortar o sistema dos terroristas. Gabriel contata o detetive na casa de Warlock através da webcam e mostra a ele que tem sua filha, Lucy McClane (Mary Elizabeth Winstead) como refém. Enquanto McClane distrai Gabriel na conversa, Warlock determina a localização de Gabriel, em um edifício chamado Woodlawn (referindo-se a sua localização em Woodlawn, Maryland). Woodlawn é o edifício da Administração da Seguridade Social, um edifício ultra-secreto operado pela Agência de Segurança Nacional que serve como um backup de todos os dados financeiros da Nação. Os servidores em Woodlawn começam a copiar os dados em caso de ataque ao sistema financeiro do país. Farrell descobre que é dele o código usado em Woodlawn e bloqueia a cópia. Como Gabriel foi programador chefe do Departamento de Defesa de Infra-Estrutura de Segurança e Woodlawn foi projeto seu, ele sabe que ele existe e como ativar Woodlawn e descarregar os dados financeiros do país, razão pela qual ele iniciou o "queima-total ".
McClane e Farrell vão até o edifício de Woodlawn. O detetive combate os terroristas enquanto Farrell descobre e tenta desfazer o plano de Gabriel de roubar todas as informações financeiras a partir de backup dos servidores do edifício. Farrell criptografa todos os dados baixados, tornando as informações financeiras inacessíveis, e em seguida ele é tomado como refém pelos terroristas. Com McClane atrás deles, Gabriel foge do edifício com seus capangas e os reféns. McClane mata o motorista do caminhão e segue Gabriel e os reféns. Gabriel faz um truque para enganar um piloto de um jato F-35 Lightning II para que ataque o caminhão dirigido por McClane. O jato ataca o caminhão destruindo grande parte da rodovia, mas o detetive consegue escapar mais uma vez. Gabriel para em um armazém, onde o terrorista está forçando Farrell a desfazer a criptografia, sob ameaça de matar a Lucy se não o fazer. Gabriel atira na perna de Farrell após a falta de cooperação. McClane e Farrell matam Gabriel e os seus homens antes de Farrell descodificar os dados, resolvendo a crise. McClane atira através do seu próprio ombro matando Gabriel, e antes que o comparsa de Gabriel possa reagir, Farrell o mata com 3 tiros, e todos se salvam. O FBI chega pouco depois e ajuda com as feridas de Farrell e McClane. Há igualmente um romance pretendido entre Farrell e Lucy na cena da ambulância. A cena final é de McClane e sua filha indo embora em uma ambulância.

## Elenco
| Actor                   | Personagem             |
| ----------------------- | ---------------------- |
| Bruce Willis            | John McClane           |
| Justin Long             | Matthew "Matt" Farrell |
| Mary Elizabeth Winstead | Lucy McClane           |
| Cliff Curtis            | Bowman                 |
| Timothy Olyphant        | Thomas Gabriel         |
| Maggie Q                | Mai Linh               |
| Kevin Smith             | Warlock / Freddie      |
| Tim Russ                | Agent Summers          |
| Christina Chang         | Taylor                 |
| Yorgo Constantine       | Russo                  |
| Andrew Friedman         | Casper                 |
| Sung Kang               | Raj                    |
| Matt O'Leary            | Clay                   |
| Cyril Raffaelli         | Rand                   |
| Jonathan Sadowski       | Trey                   |
| Željko Ivanek           | agente Molina          |
| Jake McDorman           | Jim                    |

O envolvimento da filha de McClane no filme foi anteriormente considerado em Die Hard with a Vengeance, e foi usado no vídeo game Die Hard: Vendetta.  Especulou-se que a própria filha de Willis, Rummer Willis, que nasceu no mesmo ano de lançamento do Die Hard original, fosse uma excelente candidata ao papel de Lucy McClane. Jessica Simpson, Britney Spears, e Taylor Fry, que interpretou Lucy no Die Hard original de 1988, era a candidata mais forte para o papel.  Entretanto, o papel foi para Mary Elizabeth Winstead.

## Produção

### Script e título
O enredo do filme é baseado em um script anterior intitulado WW3.com de David Marconi, roteirista do filme Inimigo do Estado. Usando um artigo da revista Wired intitulado "O Adeus às Armas"  de John Carlin, Marconi cria um roteiro sobre um ciberataque terrorista contra os Estados Unidos. O ataque é conhecido como "queima total”, representando um ataque coordenado em três etapas nos serviços de transporte, telecomunicações, financeiro, utilidades e sistemas de infra-estrutura. Após os ataques de 11 de setembro de 2001, o projeto foi paralisado, apenas para ser reativado alguns anos mais tarde e reescrito para o Live Free or Die Hard por Doug Richardson e finalizado por Mark Bomback.
Willis disse em 2005 que o filme seria chamado de Die Hard 4.0, como ele gira em torno de computadores e de ciberterrorismo. A IGN relatou mais tarde que o filme era para ser chamado de Die Hard: Reset. A 20th Century Fox anunciou o título mais tarde como Live Free or Die Hard e definiu a data de lançamento de 29 de junho de 2007, com filmagens começando em setembro de 2006. O título do filme é baseado no lema do estado de New Hampshire, "Viva Livre ou Morra", a qual é atribuída a uma citação do General John Stark. Fora da América do Norte, o filme foi lançado com o título Die Hard 4.0. Nos comentários do filme no DVD, tanto Wiseman quanto Willis alegaram preferir o título Die Hard 4.0, e sutilmente ironizaram o título Live Free or Die Hard.

## Recepção
Live Free or Die Hard teve recepção geralmente favorável por parte da crítica especializada. Possui um índice de 81% em base de 205 avaliações no Rotten Tomatoes.

## Trilha sonora
A trilha sonora do filme foi composta por Marco Beltrami, sendo lançada em 2 de julho de 2007, pela gravadora Varèse Sarabande.
| Faixa # | Título                  | Tempo (M:SS) |
| ------- | ----------------------- | ------------ |
| 1       | "Out of Bullets"        | 1:06         |
| 2       | "Shootout"              | 3:40         |
| 3       | "Leaving the Apartment" | 2:08         |
| 4       | "Dead Hackers"          | 1:31         |
| 5       | "Traffic Jam"           | 4:12         |
| 6       | "It's a Fire Sale"      | 2:56         |
| 7       | "The Break-In"          | 2:27         |
| 8       | "Farrell to D.C."       | 4:35         |
| 9       | "Copter Chase"          | 4:41         |
| 10      | "Blackout"              | 2:03         |
| 11      | "Illegal Broadcast"     | 3:47         |
| 12      | "Hurry Up!"             | 1:22         |
| 13      | "The Power Plant"       | 2:01         |
| 14      | "Landing"               | 2:27         |
| 15      | "Cold Cuts"             | 1:59         |
| 16      | "Yippee Ki Yay"         | 4:42         |
| 17      | "Break a Neck"          | 2:47         |
| 18      | "Farrell Is In"         | 4:22         |
| 19      | "The F-35"              | 4:12         |
| 20      | "Aftermath"             | 3:12         |
| 21      | "Live Free or Die Hard" | 2:56         |

As canções abaixo não estão na trilha sonora original, mas foram incluídas no filme:
- "Fortunate Son" - Creedence Clearwater Revival
- "I'm So Sick" - Flyleaf
- "Goth (Remix)" - 615 Music & Craig Sharmat
- "Cycler" - RipTide Music
- "War Zone" - Audiomachine
- "Rankle" - X-Ray Dog
- "Adrenaline Surge" - Future World Music
- "Suicide Mission" - Wild Whirled
- "The Name of the Game" - The Crystal Method
- "Ode to Joy" - Sorman Nystrom
- "Full Throttle Part #2" - Static
- "Swooshes and Rises" - Distortion Music